# Câmara Municipal de Vila Nova de Gaia
A Câmara Municipal de Vila Nova de Gaia é o órgão executivo colegial representativo do município de Vila Nova de Gaia, tendo por missão definir e executar políticas que promovam o desenvolvimento do concelho.
A Câmara Municipal de Vila Nova de Gaia é composta por 11 vereadores, representando diferentes forças políticas. Assume o cargo de Presidente da Câmara Municipal o primeiro candidato da lista mais votada em eleição autárquica ou, no caso de vacatura do cargo, o que se lhe seguir na respetiva lista.

## História
Tanto o município como o Julgado de Gaia, que governava o mesmo território mas num sentido administrativo e judicial, já existiam no século XIII, uma vez que em 1255 o rei D. Afonso III condeceu o foral à povoação, então situada ainda dentro do castelo. Este documento tinha como finalidade desenvolver o porto e fomentar o comércio, especialmente com o estrangeiro, tendo a coroa garantido para si metade das receitas dos impostos alfandegários pelos produtos que chegassem por via marítima. Em 1288 D. Dinis e deu o foral à Vila Nova, o núcleo populacional que se encontrava junto às margens do Rio Douro.
No âmbito da crise de 1383 a 1385, o território foi alvo de um processo de reforma administrativa, tendo os concelhos de Vila Nova e de Gaia e o julgado sido incorporados no termo do Porto, que tinha sido recentemente criado. Desta forma, a cidade do Porto passou a ser responsável pelo controlo da região, uma vez que ali se concentravam os serviços e as estruturas administrativas, judiciais, religiosas e militares, tendo os governos locais de Gaia e Vila Nova ficado limitados apenas às eleições para os funcionários locais (como os ouvidores, almotacés e meirinhos). Em 1415 o concelho passou a ser governado pela família senhorial dos Cernaches. Em 20 de Janeiro de 1518, o rei D. Manuel passou novos forais a Gaia e a Vila Nova, sendo então grande parte do território destes concelhos controlado pela nobreza, que incluíam as famílias dos Sás e dos Cernaches, pela igreja e pela casa real. No caso das autoridades religiosas, os principais proprietários eram a Diocese do Porto, o colégio das Artes de Coimbra da Companhia de Jesus, e o Mosteiro de Grijó, tendo este último sido o antecessor do Mosteiro da Serra do Pilar. A autonomia administrativa de Gaia só foi retomada em 1834, após as Guerras Liberais, e na sequência da extinção do Termo do Porto, em 1821.
Em 1990, a autarquia de Vila Nova de Gaia, em conjunto com as de Matosinhos e do Porto, anunciaram o arranque do programa para a instalação do Metro do Porto. Em 2000, a autarquia e a empresa Transportes Luís Simões estiveram envolvidos num processo polémico contra os moradores da Urbanização da Estivada, que acusaram a empresa de causar «poluição sonora e ambiental» e «insegurança», e de danificar as vias rodoviárias. A principal queixa dos moradores é a de «usurpação abusiva de terrenos» durante as obras de vedação dos terrenos da empresa, tendo uma grande área de mancha vegetal sido destruída até aos quintais da urbanização, provocando estragos nas suas propriedades. Em resposta, a empresa recusou as alegações que o corte de árvores foi feito de forma «incivilizada», e explicou que a operação consistiu na «limpeza de uma área que tinha muito lixo e infiltração de pessoas com problemas de droga», e acrescentou que «a delimitação dos nossos terrenos foi feita com base em plantas topográficas da câmara; não andámos a roubar terrenos a ninguém». Segundo uma reportagem na revista Visão em Setembro de 2014, foi iniciada uma investigação criminal sobre o Partido Social Democrata, sob a suspeita do desvio de vários milhões de Euros das finanças públicas, tendo-se dado uma especial atenção ao mandato de Luís Filipe Menezes como presidente da Câmara Municipal de Gaia e de Marco António Costa como vice-presidente. Segundo a Visão, esta investigação terá surgido em 2013, na sequência de várias acusações por parte dos adversários de Luís Filipe Menezes de que teria gasto um montante superior ao permitido na sua campanha.

### Vereação 2021–2025
A atual vereação Gaiense tomou posse em 12 de outubro de 2021, com base nos resultados das eleições autárquicas de 26 de setembro desse ano. Segue-se a lista de cidadãos eleitos para a Câmara Municipal de Vila Nova de Gaia e os respetivos pelouros.
| Presidente da Câmara Municipal   | Presidente da Câmara Municipal | Presidente da Câmara Municipal | Presidente da Câmara Municipal | Presidente da Câmara Municipal | Presidente da Câmara Municipal |
| Nome                             | Retrato                        | Pelouro(s) | Partido                        | Partido                        | Período                        |
| -------------------------------- | ------------------------------ | --- | ------------------------------ | ------------------------------ | ------------------------------ |
| Eduardo Vítor Rodrigues          |                                | - Coordenação geral Educação: pré-escolar, ensino básico e secundário - Ação Social, Emprego e Coesão Finanças, despesas e cabimentação; Habitação e arrendamento público - Mobilidade, Transportes públicos e Energia - Assuntos Jurídicos — coordenação - Projeto da Unidade de Cuidados Continuados - Parques temáticos - Pavilhão multiusos - Programa Municipal de Saúde Mental; - Gaia Museu — Devesas - Relações públicas, protocolo e comunicação - Relações institucionais, cooperação e relações internacionais - Relações institucionais com as empresas intermunicipais/públicas (Águas do Douro e Paiva, Simdouro, Suldouro, STCP, Metro do Porto - Coordenação das atividades das empresas municipais e associações participadas pelo Município - Coordenação dos Projetos Municipais |                                | PS                             | 12 de outubro de 2021–presente |
| Vereadores                       |                                | |                                |                                |                                |
| Patrocínio Miguel Vieira Azevedo |                                | - Vice-Presidente da Câmara Municipal - Planeamento Urbanístico e Política de Solos, Licenciamento Urbanístico - Obras Municipais e Vias Municipais - Coordenação da atividade dos operadores de telecomunicações, rede elétrica e rede de gás natural - Gestão, conservação e construção de equipamentos públicos - Gestão, conservação e construção de espaços públicos - Adjunto do Presidente para a Mobilidade, Transportes públicos e Energia - Representante do Município na Gaiurb |                                | PS                             | 12 de outubro de 2021–presente |
| Marina Mendes                    |                                | - Vereadora Adjunta do Presidente para a área da Educação - Vereadora Adjunta do Presidente para a Ação Social, Habitação, Emprego e Coesão - Coordenação do processo de descentralização no domínio da Educação - Coordenação do processo de descentralização no domínio da Ação Social - Programas de Inovação Social - Coordenação do relacionamento institucional com organismos da Economia Social e IPSS - Coordenação do CIS / CAO - Rede municipal de Creches - Plano Municipal para a Igualdade de Género - Programa GaiaExperimenta+, no modelo de experiências e de ateliers para o 2.º ciclo (coordenação) |                                | PS                             | 12 de outubro de 2021–presente |
| José Guilherme Aguiar            |                                | - Desporto e Dinamização desportiva - Associativismo desportivo - Jogos Juvenis de Gaia - Projetos desportivos municipais - construção e conservação - Atividades económicas e Desenvolvimento económico - Empreendedorismo - Parques Empresariais e Incubadoras - Proteção Civil e Segurança (Bombeiros, Polícia Municipal) - Turismo e turismo de saúde |                                | PS                             | 12 de outubro de 2021–presente |
| Dário Soares Freitas da Silva    |                                | - Vereador Adjunto do Presidente para a área das Finanças e pagamentos - Vereador Adjunto do Presidente para a Habitação e Arrendamento social - Equipamentos e serviços de Saúde (projetos e equipamentos) - Coordenação do processo de descentralização no domínio da Saúde - Relacionamento institucional com as Juntas de Freguesias - Coordenação do processo de descentralização com as Juntas de Freguesias - Coordenação do processo de desagregação das freguesias - Apoio ao Programa Gaia Experimenta+, no modelo de experiências e de ateliers para o 2.o ciclo; - Espaços do Cidadão - Gestão do património imobiliário municipal; - Gestão de frota - Coordenação das parcerias e relacionamento com as confissões religiosas - Ensino Superior, Ciência e Inovação                   |                                | PS                             | 12 de outubro de 2021–presente |
| Paula Cristina Martins Carvalhal |                                | - Cultura e Programação Cultural - Bienal Internacional de Arte de Vila Nova de Gaia - Auditórios Municipais - Casa Atelier Soares dos Reis - 50 anos do 25 de Abril - Biblioteca Municipal e polos locais - Património Cultural Agenda 21 Local |                                | PS                             | 12 de outubro de 2021–presente |
| José Valentim Pinto Miranda      |                                | - Ambiente Urbano e Espaço Público - Museu e Jardim Botânico - Iniciativa "Sábados nos Parques" - Jardins e Espaços Verdes e coordenação da atividade do Parque Biológico - Salubridade pública - Programa Municipal de Bioresíduos - Plataforma de Acolhimento e Tratamento Animal (PATA) - Reabilitação urbana, projetos e candidaturas — Centro Histórico - Representante do Município na Águas de Gaia, EM - Sistemas de videovigilância no Centro Histórico - Projeto de Classificação de Gaia/Caves do Vinho do Porto a Património da Humanidade |                                | PS                             | 12 de outubro de 2021–presente |
| Elísio Ferreira Pinto            |                                | - Associativismo e eventos - Orçamento Participativo Jovem - Centro Municipal da Juventude - Juventude e Voluntariado jovem - Programa Emprego Jovem - Programa Municipal de Apoio a Estágios Profissionais Remunerados - Voluntariado - Universidade Sénior de Gaia - Plataforma de envolvimento em atividades sociais, voluntariado e parcerias, suportada no Cartão do Envelhecimento - Ativo - Programa Vida ativa — Voluntariado idosos - Programa Municipal de Saúde Oral - Programa Municipal de Saúde Visual |                                | PS                             | 12 de outubro de 2021–presente |
| Célia Maria Mendes Correia       |                                | - Assuntos jurídicos - Administração Geral Municipal - Pessoal, CCD e associativismo municipal - Portugal 2030, estudos e projetos - Portugal 2020 - PRR - Fiscalização Municipal e Vistorias administrativas; - Atendimento integrado - Gaya — Atendimento virtual - Conselho Económico e Social - Criação de Serviço Municipalizado de Transportes (trabalho preparatório) - Coordenação da preparação das reuniões de Câmara e de Assembleia Municipal |                                | PS                             | 12 de outubro de 2021–presente |
| José Joaquim Cancela Moura       |                                | — |                                | PPD/PSD                        | 12 de outubro de 2021–presente |
| Rui Rocha Pereira                |                                | — |                                | PPD/PSD                        | 12 de outubro de 2021–presente |